# Ford B-Max
Ford B-Max este un mini MPV lansat în 2012 de Ford Motor Company.
Modelul este produs exclusiv la fabrica Ford de la Craiova și este disponibil în trei variante de echipare  - Ambiente, Trend, Titanium -  și trei motorizări pe benzină și două diesel.
Cel mai important element al MPV-ului, unic în segmentul din care face parte, este lipsa montantului B, care a fost încorporat în ușile glisante ale vehiculului.
Este disponibil motorul de un litru cu trei cilindri pe benzină cu sincronizarea variabilă a supapelor, turbo, sistemul start-stop și cutia de viteze automată cu dublu ambreiaj cu 6 rapoarte.
Inovativul B-MAX este prima mașină europeană care va oferi SYNC sistemul Ford de conectivitate încorporată cu activare vocală care include caracteristica Emergency Assistance. Conceput să îi ajute pe pasageri să apeleze serviciile de urgență în cazul unui accident.
Tehnologiile ECOnetic standard prevăzute la B-MAX includ sistemul Electric Power Assisted Steering, care necesită mai puțină energie decât sistemele de direcție cu asistare electro-hidraulică, Gear Shift Indicator pentru a sublinia cele mai eficiente puncte de schimbare a vitezelor și sistemul de informații pentru șofer Ford Eco Mode care îi ajută pe șoferi să adopte un stil de condus mai economic. Sistemul Smart Regenerative Charging încarcă bateria în cel mai economic punct pe parcursul unei călătorii este inclus pe motoarele Duratorq de 1.5/1.6 litri și EcoBoost de 1.0 litru.
Producția a fost oprită pe 1 septembrie 2017 din lipsă de vânzări.